# Roztoky u Jilemnice
Roztoky u Jilemnice település Csehországban, Semilyi járásban. Roztoky u Jilemnice Martinice v Krkonoších, Svojek, Studenec, Levínská Olešnice, Mříčná, Kruh, Jilemnice és Stará Paka településekkel határos. Lakosainak száma 1117 fő (2024. január 1.).

## Népesség
A település lakosságának változását az alábbi diagram mutatja:
| Lakosok száma | 1407 | 1552 | 1372 | 1196 | 1014 | 977  | 1008 | 1069 | 1055 | 1117 |
|               | 1869 | 1900 | 1921 | 1961 | 1980 | 2011 | 2016 | 2019 | 2021 | 2024 |